# Saison cyclonique 2006 dans l'océan Pacifique nord-est
 (avril 2017).
Si vous disposez d'ouvrages ou d'articles de référence ou si vous connaissez des sites web de qualité traitant du thème abordé ici, merci de compléter l'article en donnant les références utiles à sa vérifiabilité et en les liant à la section « Notes et références ».
La saison cyclonique 2006 dans l'océan Pacifique nord-est a eu lieu du 15 mai 2006 au 30 novembre 2006, selon la définition de l'Organisation météorologique mondiale.

## Noms des tempêtes 2006
La liste des noms qui sera utilisée pour nommer les tempêtes qui se formeront dans le bassin cyclonique de l'océan Pacifique nord-est durant l'année 2006 est la même que celle de la saison 2000. Les noms qui ne sont pas retirés de cette liste seront à nouveau utilisés lors de la saison 2012.
| - Aletta - Bud - Carlotta - Daniel - Emilia - Fabio | - Gilma - Hector - Ileana - John - Kristy - Lane | - Miriam - Norman - Olivia - Paul - Rosa - Sergio | - Tara - Vicente - Willa - Xavier - Yolanda - Zeke |